# Sojuz-TMA

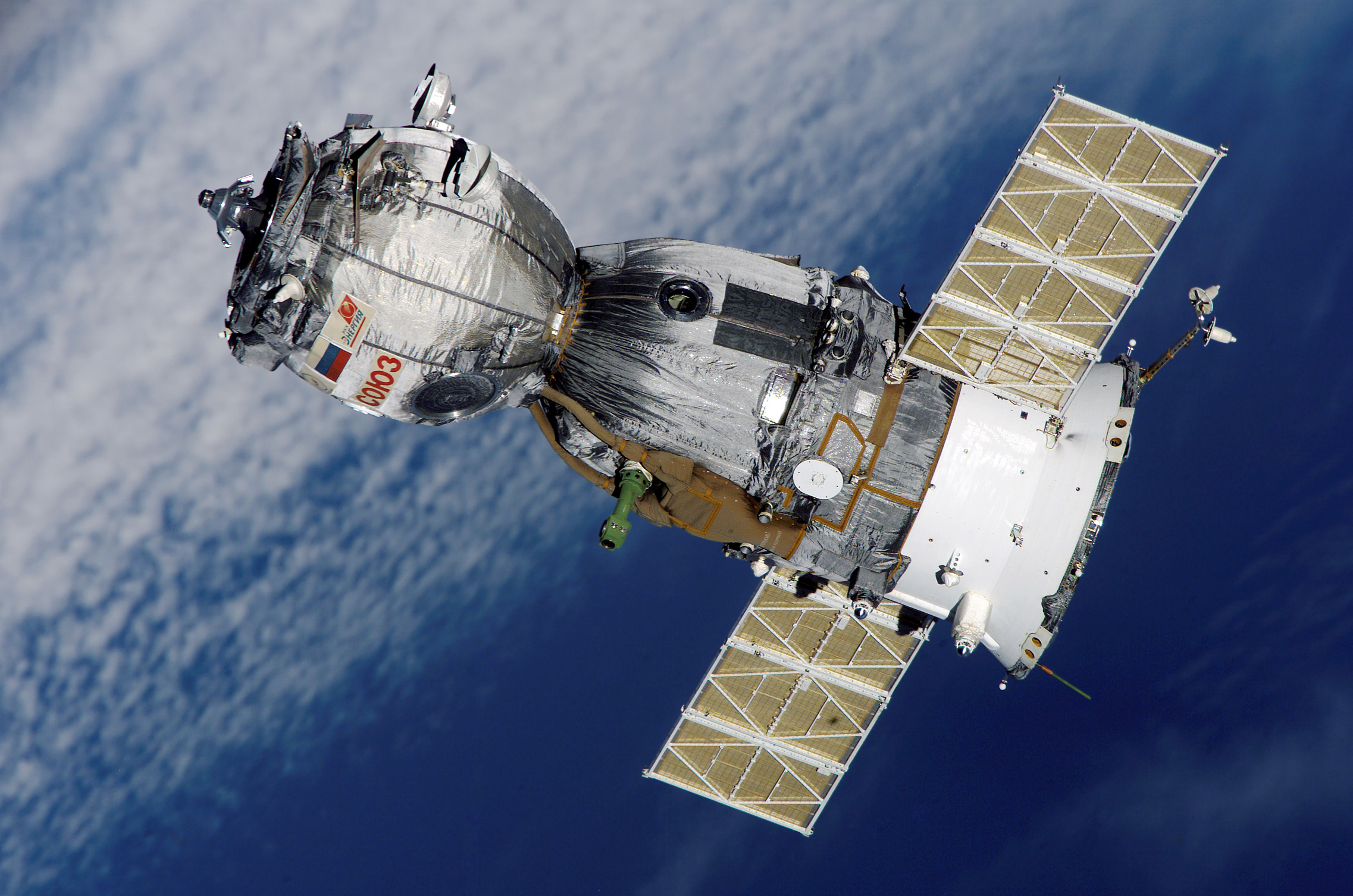
Sojuz TMA-7

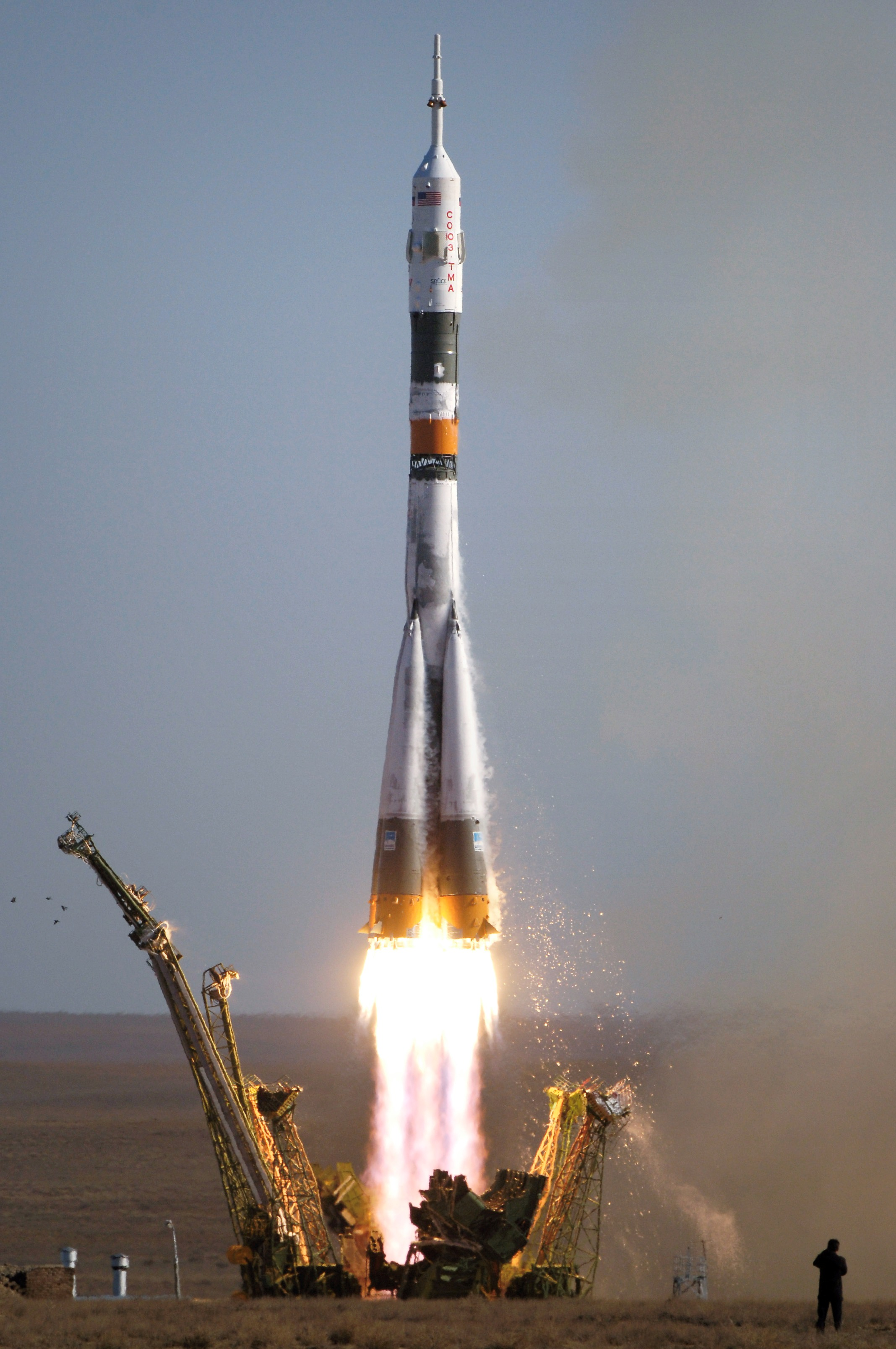
Start Sojuzu TMA-9

Sojuz-TMA je řada ruských kosmických lodí využívaných v letech 2002–2012 agenturou Roskosmos k pilotovaným letům na oběžnou dráhu Země. Jedná se o jednu z modernizovaných variant lodí Sojuz.
V roce 2002 nahradila předchozí verzi Sojuz-TM (poslední modul Sojuz TM-34, který přistál na Zemi 10. listopadu 2002) a sloužila především jako dopravní prostředek kosmonautů ze Země na Mezinárodní vesmírnou stanici (ISS) a zpět. Lodě Sojuz-TMA byly na ISS využívány také jako záchranný prostředek; ke stanici byly vždy připojeny dva kusy. Protože každá loď Sojuz-TMA byla schopná pojmout tři osoby, byl maximální počet kosmonautů omezen na šest lidí. Ve funkci záchranného modulu nahradily Sojuzy-TMA americký návratový letoun NASA X-38, jehož vývoj byl v roce 2002 zastaven. Do roku 2012 se uskutečnilo 22 letů lodí Sojuz-TMA.
První let Sojuzu-TMA byl Sojuz TMA-1, jehož start se uskutečnil 30. října 2002. Posledním letem pak byl Sojuz TMA-22, který přistál na Zemi 27. dubna 2012. Již v roce 2010 začal létat k ISS nový Sojuz TMA-M, který postupně úplně nahradil Sojuz-TMA.

## Seznam letů Sojuzu-TMA
- Sojuz TMA-1 (30. říjen 2002 – 4. května 2003)
- Sojuz TMA-2 (26. duben 2003 – 28. říjen 2003)
- Sojuz TMA-3 (18. říjen 2003 – 30. dubna 2004)
- Sojuz TMA-4
- Sojuz TMA-5
- Sojuz TMA-6
- Sojuz TMA-7
- Sojuz TMA-8
- Sojuz TMA-9
- Sojuz TMA-10
- Sojuz TMA-11
- Sojuz TMA-12
- Sojuz TMA-13
- Sojuz TMA-14
- Sojuz TMA-15
- Sojuz TMA-16
- Sojuz TMA-17
- Sojuz TMA-18
- Sojuz TMA-19
- Sojuz TMA-20
- Sojuz TMA-21 (4. duben 2011 – 16. září 2011)
- Sojuz TMA-22 (14. listopad 2011 – 27. duben 2012)